# Instituto Internacional de Investigação do Arroz
O Instituto Internacional de Investigação do Arroz (IRRI) é uma organização internacional de pesquisa agrícola e organização de formação com sede em Los Baños, nas Filipinas, e escritórios em dezessete países com cerca de 1.300 funcionários. O IRRI é conhecido por seu trabalho no desenvolvimento de variedades do arroz que contribuíram para a Revolução verde na década de 1960, que se antecipou à fome na Ásia.
O Instituto, fundado em 1960, visa reduzir a pobreza e a fome, melhorar a saúde dos produtores de arroz e os consumidores, e assegurar a sustentabilidade ambiental da agricultura do arroz. Ele avança sua missão através de investigação em colaboração, parcerias, bem como o reforço dos sistemas de investigação e extensão agrícola nacionais dos países onde o IRRI está presente. O IRRI foi criado em 1960 com o apoio da Fundação Ford, da Fundação Rockefeller e o Governo da Filipinas. O Grupo Consultivo para a Investigação Agrícola Internacional (CGIAR), um consórcio de doadores organizado em 1971 pela Organização das Nações Unidas para Alimentação e Agricultura (FAO), o Banco Internacional para Reconstrução e Desenvolvimento (BIRD) e da Programa das Nações Unidas para o Desenvolvimento (PNUD), desde a fundação do IRRI e continuaram o seu apoio para o Instituto.
O IRRI é um dos 15 centros de pesquisas agrícolas do mundo que formam o Consórcio CGIAR de Centros Internacionais de Investigação Agrícola, uma parceria global de organizações envolvidas na investigação sobre a segurança alimentar. É também o maior centro de pesquisa agrícola sem fins lucrativos na Ásia.